# Toxicité du pétrole et de ses produits de décomposition
Le pétrole est un mélange d'hydrocarbures plus ou moins épais ou liquide (selon le type de pétrole concerné et selon sa durée d'exposition à l'air, à l'eau et au sol dans l'environnement). C'est un mélange variable et complexe de nombreux composants. Plus il a été capté en profondeur (et donc sous très haute pression, très haute température) et moins il est raffiné, plus il est susceptible d'être acide et de contenir des métaux (plomb, mercure et radionucléides).

## Toxicité des composants du pétrole
Hormis quelques composants neutres pour l'environnement, la plupart des composants du pétrole sont toxiques :
- famille des aromatiques monocycliques ;
- famille des aromatiques polycycliques (HAP), cancérigènes, classés comme prioritaires tant en environnement qu’en milieu professionnel avec près de 1,6 million de travailleurs exposés en France[2]. Le HAP le plus dangereux serait le benzo(a)pyrène (BaP)[2] ; le benzo(k)fluoranthène et le benzo(ghi)pérylène sont deux autres produits souvent cités et mis en cause.
- métaux toxiques à  l'état de traces (plus importantes dans certains gisements profonds) ;
- soufre (acidifiant).

Paradoxalement alors que le pétrole est depuis 200 ans un produit très courant dans notre environnement, il n'a fait l'objet que de peu d'études d'évaluation des risques sanitaires (ERS), probablement en partie car il est toujours un mélange complexe de composés plus ou moins toxiques. Les expositions professionnelles varient également beaucoup selon les métiers (en termes de quantité inhalée ou ingérée ou acquise par passage percutané, et en termes de composition chimique exacte du pétrole) et souvent le travailleur est exposé à d'autres polluants.

## Toxicité des pétroles
Elle ne saurait se résumer à la somme des potentiels toxiques ou de la toxicité reconnue de chacun des composants chimiques de l'hydrocarbure, car ces composés peuvent interagir entre eux en augmentant la toxicité du pétrole. Et une fois dans l'eau, l'air ou les sols ou dans un organismes, ces composants du pétrole peuvent agir synergiquement entre eux ou avec d'autres composés chimiques ou biochimiques, d'origine naturelle (dans l'environnement ou l'organisme) ou polluants chimiques.
Des molécules capables de s'adsorber ou de se fondre dans le pétrole sont nombreuses dans l'environnement (composés organométalliques, pesticides, certains perturbateurs endocriniens, ypérite...). Le pétrole est un très bon solvant pour des milliers de polluants dits "lipophiles".
De nombreuses méthodes peuvent être mobilisées pour évaluer la toxicité d'un pétrole brut, raffiné ou de produits dérivés du pétrole.
Pour des raisons éthiques, cette toxicité est en grande partie étudiée sur le modèle animal, et depuis peu sur des cultures cellulaires.

## Ce que l'on sait
Quelques données concernant directement la santé humaine et la santé publique proviennent cependant :
- d'études épidémiologiques concernant des travailleurs de l'industrie pétrolière[2] et leurs risques de contamination directe ou indirecte (via leur environnement, la chaine alimentaire...)[3] ; Des données proviennent aussi d'études ayant porté sur l'exposition aux marées noires[4] ;
- d'exposition aux vapeurs de pétrole ou imbrûlés et gaz des carburants de poêles à pétrole dépourvus d’évacuation des gaz brûlés vers l’extérieur de la pièce. Ces gaz sont tous les ans responsables de centaines ou milliers de cas d'asphyxie ou d'intoxication aiguë au monoxyde de carbone ; outre du NO, NO2, CO, CO2 et des particules ces poêles émettent 3 COV préoccupants (formaldéhyde, benzène et 1,3-butadiène). Ici la toxicité est principalement due aux vapeurs et particules (suies) issues de la combustion du pétrole[5] ;
- d'exposition accidentelles (ingestion involontaire par un cracheur de feu[6]) ou suicidaires, avec par exemple un cas d'intoxication aiguë par injection intraveineuse directe de pétrole, qui a causé une thrombo-phlébite du membre supérieur droit, avec le jour suivant une nécrose tissulaire et un œdème centrifuge des parties molles du bras. À j+4, la nécrose était parsemée de petites logettes purulentes, puis au sixième jour un collapsus est survenu, précédé d'une hyperthermie à 40 °C avec frissons, agitation et vomissements et hypotension artérielle à 60/40 mmHg et pouls filant. Ce patient a finalement pu être sauvé par de fortes doses d’héparine associées à un anticoagulant oral[7].
- de cas d'ingestion involontaire de produits pétroliers (par des enfants en général notamment dans les pays ou aux époques où il était courant d'avoir du pétrole à la maison, pour les lampes, comme solvant, carburant...)[8],[9]. L'ingestion de pétrole provoque des troubles pulmonaires, mais aussi des brûlures du tractus digestif, avec vomissements, diarrhées prolongées, et hépatite ictérique, parfois accompagnés de troubles neurologiques[7] ;

Quelques études ont aussi porté sur les effets de l'exposition accidentelle d'humains à des déchets pétroliers (sont alors signalés durant plusieurs mois des manifestations cliniques touchant tous les âges et dominées par les symptômes suivants (souvent au moins deux de ses symptômes sont associés). À titre d'exemple à la suite d'un déversement en 2006 de 528 t de déchets toxiques pétroliers à Abidjan en Côte d'Ivoire, une étude a décrit les manifestations cliniques suivantes chez les personnes exposées à ces déchets :
- troubles respiratoires et pulmonaire (74,5 % des cas), avec troubles de la sphère ORL (31,0 %), toux (48,8 %), douleurs thoraciques (37,9 %), dyspnée (9,5 %) et quelques cas d'hémoptysie ; d'autres travaux ont montré que même l'ingestion de pétrole conduit à des pneumopathies[11] ;
- troubles digestifs, avec douleurs abdominales (36,2 %), diarrhée (23,0 %), ballonnements abdominaux (19,9 %) voire vomissements (9,9 %) ;
- atteintes neurologiques (malaise vagal..) ;
- atteintes cutanées ;
- atteintes ophtalmologiques ;
- troubles cardiovasculaires ;
- problèmes gynécologiques.

Les signes respiratoires semblent plus fréquents chez les plus de 17 ans, alors que les diarrhées, nausées et vomissements sont plus fréquents chez les moins de 17 ans.
Les hommes décrivent plus souvent une douleur thoracique alors que les femmes déclarent plus souvent des douleurs abdominales et vomissements (p = 0,001).
Certaines études nécessitant d'évaluer des niveaux de toxicité utilisent le modèle lipidique cible ou l'analyse colorimétrique à l'aide de colorants afin d'évaluer la toxicité et la biodégradabilité de produits.
Selon leur provenance (et le type de dérivés) des pétroles (ou leurs dérivés) peuvent présenter des niveaux de toxicité intrinsèque très différents (par exemple en raison d'une teneur en acides naphténiques (mélange de divers acides carboxyliques différents ciclopentilici et cyclohexyle, hépatotoxique et source d'hémorragie cérébrale), sources de naphténates (ex : naphténate de plomb),,, en acide carboxylique nettement plus élevé dans certains gisements, en mercure, en plomb, arsenic, baryum, nickel, zinc, etc. naturellement élevée dans les pétroles profonds ; de plus le plomb ou le mercure peuvent être présents sous forme organométallique bien plus toxique et bioassimilable que le plomb ou le mercure purs, même à l'état moléculaire ; ex métaux méthylés, ou diméthylmercure-pentane.
Ces niveaux de toxicité sont en outre fortement influencés par d'autres facteurs tels que :
- les conditions atmosphériques (la chaleur ramollit ou liquéfie le pétrole qui peut alors être plus mobile, augmenter sa surface de contact et absorber ou adsorber plus de produits et libérer plus de substances volatiles aromatiques ;
- sa solubilité ;
- sa texture et son degré de persistance ;
- son âge dans l'environnement (l'altération climatique tend à diminuer son niveau de toxicité au fur et à mesure qu'il perd dans l’environnement des substances solubles et volatiles (de bas poids moléculaire). Les substances très solubles ont tendance à avoir des niveaux de toxicité plus élevés que les substances peu solubles dans l'eau[17]. En général, les hydrocarbures à longues chaînes de carbone et comportant un plus grand nombre d'anneaux benzéniques ont des niveaux de toxicité plus élevés. Parmi les composés organiques du pétrole, le benzène est celui qui est considéré comme ayant le plus haut niveau de toxicité, mais le pétrole contient aussi du toluène, du méthylbenzène et des xylènes (BETX) qui sont d'autres substances extrêmement toxiques[17]. Les substances les moins toxiques étaient considérées être le pétrole brut et l’huile de moteur (neuve)[17].

Les niveaux de toxicité varient selon les types de pétrole, mais tous les produits dérivés du pétrole ont des effets néfastes sur la santé humaine et l’écosystème.
Par exemple, des émulsions de pétrole expérimentalement introduites dans le système digestif de mammifères diminuent leur capacité à digérer les nutriments, au point de parfois les tuer.
D'autres effets sont des ruptures de vaisseaux capillaires entrainant des hémorragies.
Le réseau trophique peut être affecté par une diminution de productivité des algues, menaçant les espèces qui en dépendent.
Le pétrole est "extrêmement meurtrier" pour le poisson, mortel parfois à des taux aussi bas que 4 000 parties par million (ppm) (0,4%)..
La toxicité des produits dérivés du pétrole peut aussi menacer la santé humaine. De nombreux composés présents dans le pétrole sont hautement toxiques, pouvant causer des cancers (molécules cancérogènes) et d'autres maladies.
Des études faites à Taïwan ont aussi mis en évidence un lien entre la proximité de raffineries de pétrole et les naissances prématurées.
Le pétrole brut et les distillats de pétrole causent des anomalies congénitales.
Le benzène (présent dans le pétrole brut et retrouvé dans l'essence) est bien connu comme source de perte de globules blancs et de leucémie chez l'homme, rendant ceux qui y sont exposés plus vulnérables aux infections. L'exposition à quelques parties par milliard (ppb) augmente le risque de leucémie terminale, mais aussi de lymphome de Hodgkin et à d'autres maladies du système immunitaire et du sang dans les 5 à 15 ans suivant l'exposition".

## Cas particulier des épandages de déchets liquides de l'industrie pétrogazière
Aux États-Unis, l'industrie pétrogazière est encore autorisée dans 13 États à épandre des eaux usées industrielles (riches en sel) sur les routes, ce déchet étant présenté comme intéressant pour le dégivrage en hiver et la fixation des poussières en été.
Une étude récente faite dans le contexte des épandages sur les routes du nord-est du pays a confirmé que ces liquides sont riches en sels, mais aussi qu'ils contiennent des doses parfois élevées de radium (radioactif et cancérogène) et de divers contaminants organiques à des taux souvent plusieurs fois supérieurs à ceux autorisés dans l'eau potable. Les bio-essais faits à cette occasion laissent suspecter des effets métaboliques et une toxicité pour des organismes aquatiques (test de la daphnie). On a montré en laboratoire que presque tous les éléments traces métalliques (métaux et métalloïdes) ainsi épandus sur les routes sont lessivés vers l'environnement par les pluies, et qu'elles peuvent en partie au moins contaminer des nappes d'eau souterraines et de surface. En Pennsylvanie de 2008 à 2014, ces épandages ont émis 320 millicuries dans l'environnement et en 2017, les analyses de radium ne sont pas obligatoires avant épandage.